# Thor Einar Andersen
Thor Einar Gjerstad Andersen (Kristiansand, 13 gennaio 1960) è un ex calciatore norvegese, di ruolo centrocampista.

## Biografia
È il padre di Torstein Andersen Aase, anch'egli calciatore.

## Carriera
Andersen ha giocato con la maglia dello Start, con cui ha vinto due campionati (1978 e 1980). Ha anche totalizzato 4 presenze nelle competizioni europee per club: la prima di queste è datata 14 settembre 1977, quando è subentrato a Stein Thunberg nel successo casalingo per 6-0 sul Fram Reykjavík, in una sfida valida per i trentaduesimi di finale dell'edizione stagionale della Coppa UEFA. È stato in forza allo Start in due periodi distinti, prima dal 1977 al 1980 e poi dal 1983 al 1984. Ha successivamente vestito le maglie di KFUM Oslo e Lærdal.
Ha rappresentato la Norvegia a livello Under-16, Under-19 e Under-21. Per quanto concerne quest'ultima selezione, vi ha disputato l'unica partita il 24 ottobre 1978, schierato titolare nella sconfitta patita contro la Scozia per 5-1.
Fisioterapista e medico specializzato nel trattamento delle lesioni muscolari, una volta terminata l'attività agonistica è entrato nello staff medico della Nazionale norvegese.

## Palmarès

### Club
- Campionato norvegese: 2

Start: 1978, 1980